# سوگو
سوگو (انگلیسی: Sogo) شرکت خرده‌فروشی ژاپنی است، که در سال ۱۸۳۰ تأسیس شد.